# Centre Point
(Mike Hussey Chief Executive, Almacantar)
Il Centre Point è un complesso di edifici che sorge a Londra, tra cui spicca il caratteristico grattacielo di trentaquattro piani, considerato uno dei maggiori esempi di Brutalismo britannico.
Esso si trova in corrispondenza nel centro geografico della capitale inglese, all’incrocio tra New Oxford Street e St. Giles High Street.
Risulta essere il 27° grattacielo più alto di Londra e, dalla sua apertura fino ai primi anni duemila, ha ospitato uffici commerciali.
Dal 2015 al 2018 è stato sottoposto a una riconversione a uso residenziale e a una radicale ristrutturazione che ha coinvolto anche tutta l’area circostante e la sottostante stazione di metropolitana Tottenham Court Road.

## Storia
Progettato nel 1959 dagli architetti George Marsh e Richard Seifert, già autori della sede della Civil Aviation Authority House in One Kemble Street caratterizzata da elementi strutturali del tutto analoghi, il Centre Point sorge in una zona nevralgica del centro cittadino, da cui prende il nome e dove in antichità sorgeva la forca. Esso è  stato uno dei primi complessi architettonici pluripiano a sorgere a Londra, divenendo presto un simbolo, nonché un riferimento geografico facilmente individuabile e il secondo edificio più alto della città dopo la BT Tower fino ai primi anni ottanta del Novecento.
La costruzione del complesso edilizio fu frutto di una lucrosa operazione speculativa da parte dell’immobiliarista londinese Harry Hyams, che nel 1958 ottenne di affittare l’area a un canone annuo di £ 18.500 per centocinquant’anni. Tuttavia al termine dei lavori l’edificio rimase completamente sfitto per svariati anni sollevando non poche proteste da parte di comitati di residenti, che contestavano la deliberata scelta di lasciare vuoto l’immobile malgrado la crisi abitativa e la crescita dei canoni d'affitto che colpì Londra in quegli anni. Uno di questi gruppi, Direct Action, presieduto dagli attivisti Jim Radford, Ron Bailey e Jack Dromey, organizzò un'occupazione del Centre Point tra il 18 e il 20 gennaio 1974 per attirare l'attenzione sulla loro causa.
Sfumata l’occasione di affittarlo a un unico inquilino per un canone annuo di ben £ 1.250.000, nel 1975 Harry Hyams prese accordi per frazionare la locazione dell’edificio in periodi prestabiliti di dieci o quindici anni a più inquilini tra cui la Aramco, la PetroChina, la EA Games e la Confederation of British Industry che, con i suoi trentatré anni di permanenza, si rivelò uno degli inquilini più longevi.
Nel 2005 l’intero complesso venne acquistato per £ 85.000.000 dalla Blackmoor LP che eseguì una parziale ristrutturazione degli interni.
Nel 2015 il complesso immobiliare è stato nuovamente venduto alla Almacantar che ha eseguito lavori di restauro per le facciate esterne e una radicale ristrutturazione interna volta a convertire il grattacielo a uso prettamente residenziale, realizzando unità immobiliari di varie metrature e di grande prestigio, pur mantenendo negli edifici attigui la destinazione d’uso a uffici e locali commerciali. La ristrutturazione del Centre Point è coincisa anche con la vasta rivalutazione della zona circostante, che ha subìto un completo rinnovamento della viabilità, delle infrastrutture stradali, nonché il contestuale e completo rinnovo della sottostante stazione di metropolitana.

## Descrizione

### Esterno
L'area in cui sorge il complesso edilizio è una zona assolutamente strategica del centro di Londra, a pochissima distanza dai maggiori quartieri: Bloomsbury, Covent Garden, Fitzrovia e Soho, di cui fa parte. I grandi lavori di rivalutazione che hanno interessato la zona circostante hanno restituito un'area più fruibile e gradevole; in particolare lo smantellamento del vecchio e degradato sottopasso pedonale sotto il grattacielo ha consentito di ricavare nuovi e ampi spazi per il rifacimento della sottostante stazione di metropolitana Tottenham Court Road.
Il complesso edilizio è, insieme al Royal National Theatre, uno dei maggiori esempi di Brutalismo inglese, caratterizzato dall'ampio uso di cemento armato e pietra grezza a vista.
Esso è costituito da tre distinti moduli architettonici che comprendono il grattacielo e due strutture secondarie, una più bassa lungo New Oxford Street denominata Bridge, caratterizzata da un’ampia superficie completamente vetrata che collega la torre a una struttura di nove piani posta dietro, parallela al grattacielo, denominata Patio; la disposizione ortogonale di questi tre moduli dà origine a una corte interna pedonale su cui attualmente affacciano gli svariati ristoranti e i locali commerciali ospitati nelle due strutture secondarie. Originariamente esse, quando la torre ospitava soltanto uffici, ospitavano alcune attività commerciali e abitazioni ma,  dopo la recente ricorversione a uso residenziale della torre, le destinazioni d'uso si sono invertite.

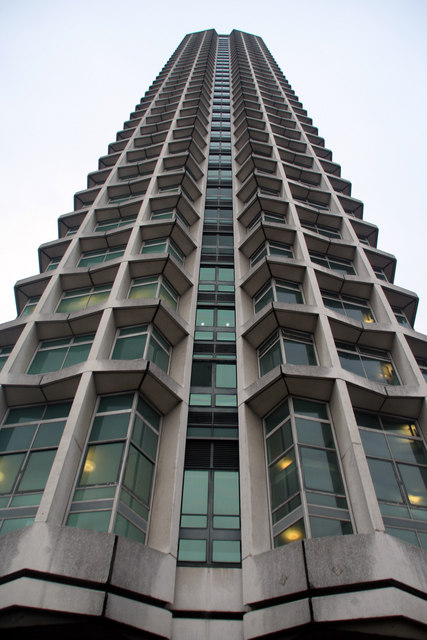
Vista di una facciata laterale

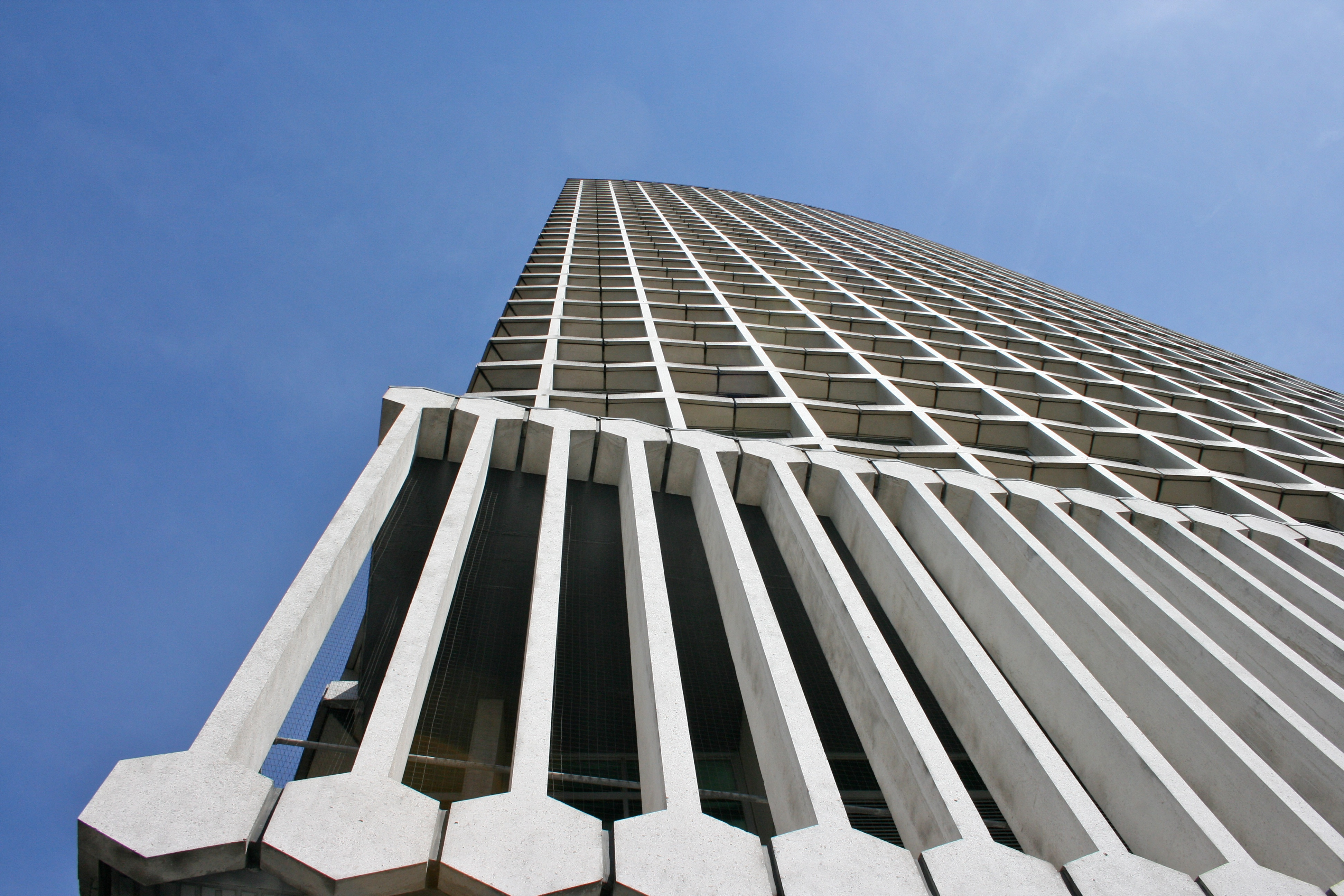
Particolare delle paraste sopra l'ingresso principale

Il grattacielo si innalza per 34 piani e 117 metri di altezza ed è caratterizzato dalla sua forma a parallelepipedo con i lati maggiori ricurvi che conferiscono più slancio alla struttura. I quattro prospetti della torre sono completamente identici, misurano circa 40 metri di larghezza per circa 15 sui due lati minori e sono interamente scanditi da 1.452 finestre tutte incorniciate da una fitta maglia geometrica di elementi cruciformi aggettanti in pietra chiara di Portland, che rendono immediatamente riconoscibile l’edificio per i suoi prospetti completamente liberi e sgombri da strutture portanti, che sono ubicate in posizione arretrata rispetto alle facciate. I lati minori sono caratterizzati da due fessure rientranti a tutta altezza che conferiscono all’edificio un profilo più slanciato e che creano spazi adatti a ospitare i vani scale e le trombe degli ascensori.
L’ultimo piano, che originariamente ospitava un ristorante panoramico, è  dotato di una terrazza coperta che percorre tutto il perimetro dell'edificio. In cima al prospetto principale campeggia la grande scritta luminosa “CENTRE POINT” ma la facciata principale è altresì riconoscibile per la sua asimmetria dovuta all’ingresso, che è evidenziato da una fitta griglia di 35 paraste verticali che si innalzano per tutto il primo piano e si estedono da sinistra per due terzi della larghezza del prospetto.
L’ingresso alla lobby al piano stradale è incorniciato da tre dei sei grandi pilotìs a “Y” in cemento grezzo posti in posizione arretrata che disegnano delle singolari aperture esagonali. Originariamente l'ingresso al piano terreno era aperto e alla lobby del primo piano vi si accedeva tramite le scale che attualmente sono all'interno della hall.

### Interni
Il complesso edilizio conta complessivamente 27.180 m² di aree abitabili con una destinazione d’uso mista commerciale e residenziale.
Nell’ultima ristrutturazione, avvenuta a partire dal 2015 e conclusasi nel 2018, le aree commerciali e a uso ufficio sono state concentrate nelle strutture secondarie adiacenti e l’intera torre è stata convertita a uso residenziale, realizzando unità immobiliari di grande prestigio e di svariate metrature.
L’ampia hall con concierge a piano terra e i primi due piani della torre sono stati destinati ad aree comuni a esclusivo uso dei residenti che comprendono al primo piano una palestra, una piscina di 30 metri di lunghezza con attigua area relax e docce, una sauna e un bagno turco. Al secondo piano vi è una seconda concierge, un ampio salone con area ricreativa e bar per gli ospiti, due sale per trattamenti di benessere, una sala riunioni e una sala cinema attrezzata per le proiezioni video.
Complessivamente la sola torre attualmente ospita 83 appartamenti e una penthouse all’ultimo piano disposti come segue.
| Piano/i     | Assegnazione degli spazi |
| ----------- | --- |
| Piano terra | Atrio e concierge con ampi spazi comuni |
| 1–2         | Spazi comuni e servizi - palestra, piscina, area relax, docce, sauna, bagno turco, sale per trattamenti di benessere. Salone con caffetteria, sala riunioni, sala cinema |
| 3–10        | Bilocali - n. 4 unità immobiliari per piano |
| 11–17       | Trilocali e quadrilocali - n. 3 unità immobiliari per piano |
| 18–30       | Trilocali e quadrilocali - n. 2 unità immobiliari per piano |
| 31–32       | Locali tecnici e di servizio |
| 33–34       | Penthouse con terrazza panoramica - n. 1 unità immobiliare |